# Géographie de l'Allier
 (août 2012).
Si vous disposez d'ouvrages ou d'articles de référence ou si vous connaissez des sites web de qualité traitant du thème abordé ici, merci de compléter l'article en donnant les références utiles à sa vérifiabilité et en les liant à la section « Notes et références ».
Le département de l'Allier, situé au centre de la France, juste au nord du Massif central. Il est bordé au nord par les départements du Cher et de la Nièvre, au nord-est par celui de la Saône-et-Loire, à l'est par celui de la Loire, à l'ouest par celui de la Creuse et au sud par celui du Puy-de-Dôme.
Sa superficie totale est de 340 km2, ce qui représente 1,3 % du territoire national. Sa population était de 333 000 habitants en 2019.

## Géographie administrative
Administrativement situé au nord de l'ancienne région Auvergne, entre la Bourgogne-Franche-Comté et le Limousin, le département de l'Allier se trouve aujourd'hui au nord-ouest de la région Auvergne-Rhône-Alpes.
Il comprend 19 cantons, 317 communes et 14 bassins de vie.

## Géographie historique
| \| Bocage Montagne Combraille Sologne Limagne Forterre \| Carte topographique et localisation des massifs dans le département |
| Bocage Montagne Combraille Sologne Limagne Forterre                                                                           |

Le département couvre environ les trois quarts de l'ancienne province du Bourbonnais, le quart restant se trouvant dans le sud-est du département du Cher. Une partie du centre-sud du département était historiquement rattachée à l'Auvergne.

## Géographie physique
Le département présente une grande hétérogénéité. On peut toutefois le diviser en cinq zones correspondant à cinq régions naturelles :
- Une zone montagneuse dans la partie sud-est appelée la Montagne bourbonnaise qui comprend, d'une part entre la Besbre et l'Allier, le massif des Bois Noirs, qui prolonge les monts du Forez, dont le point culminant est le puy de Montoncel (1 287 m et tripoint avec la Loire et le Puy-de-Dôme) et d'autre part, entre la Besbre et la Loire, l'extrémité des monts de la Madeleine.
- Un relief de collines à l'ouest, qui, entre le Cher et l'Allier, prolongent celles des Combrailles. Ces collines constituent la région de la Combraille bourbonnaise.
- Les plaines et vallées parmi lesquelles on distingue, au sud, le Val d'Allier avec la Limagne bourbonnaise et la Forterre.
- À l'est, la Sologne bourbonnaise bordée par la Loire.
- À l'ouest, le Bocage bourbonnais avec la vallée du Cher qui abrite à Urçay le point le plus bas du département (160 m)[2].

Le géographe Pierre Foncin plaçait ce département dans le grand ensemble géographique du Massif central.

Paysages de l'Allier :
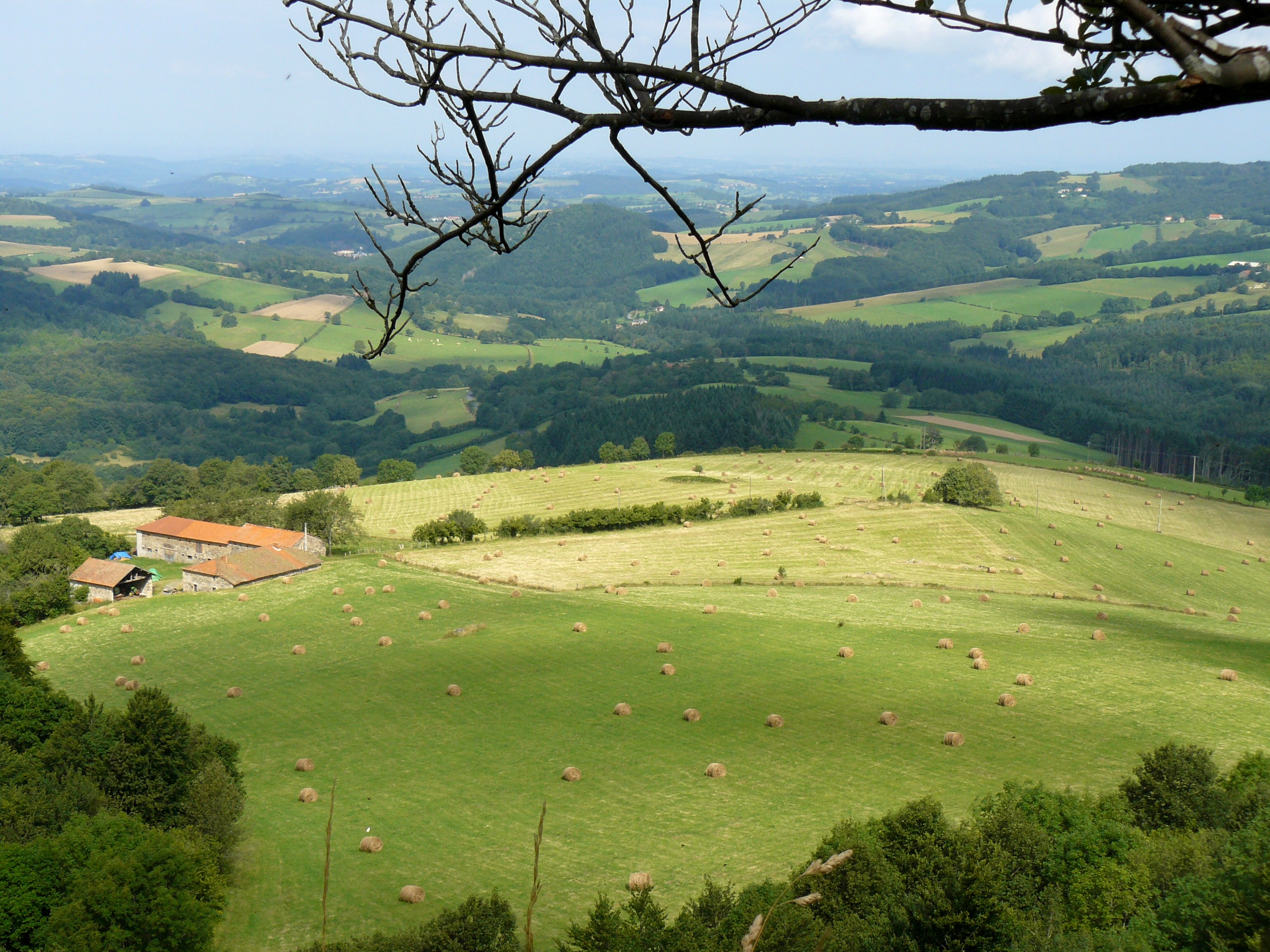
La Montagne bourbonnaise, dans le sud-est.
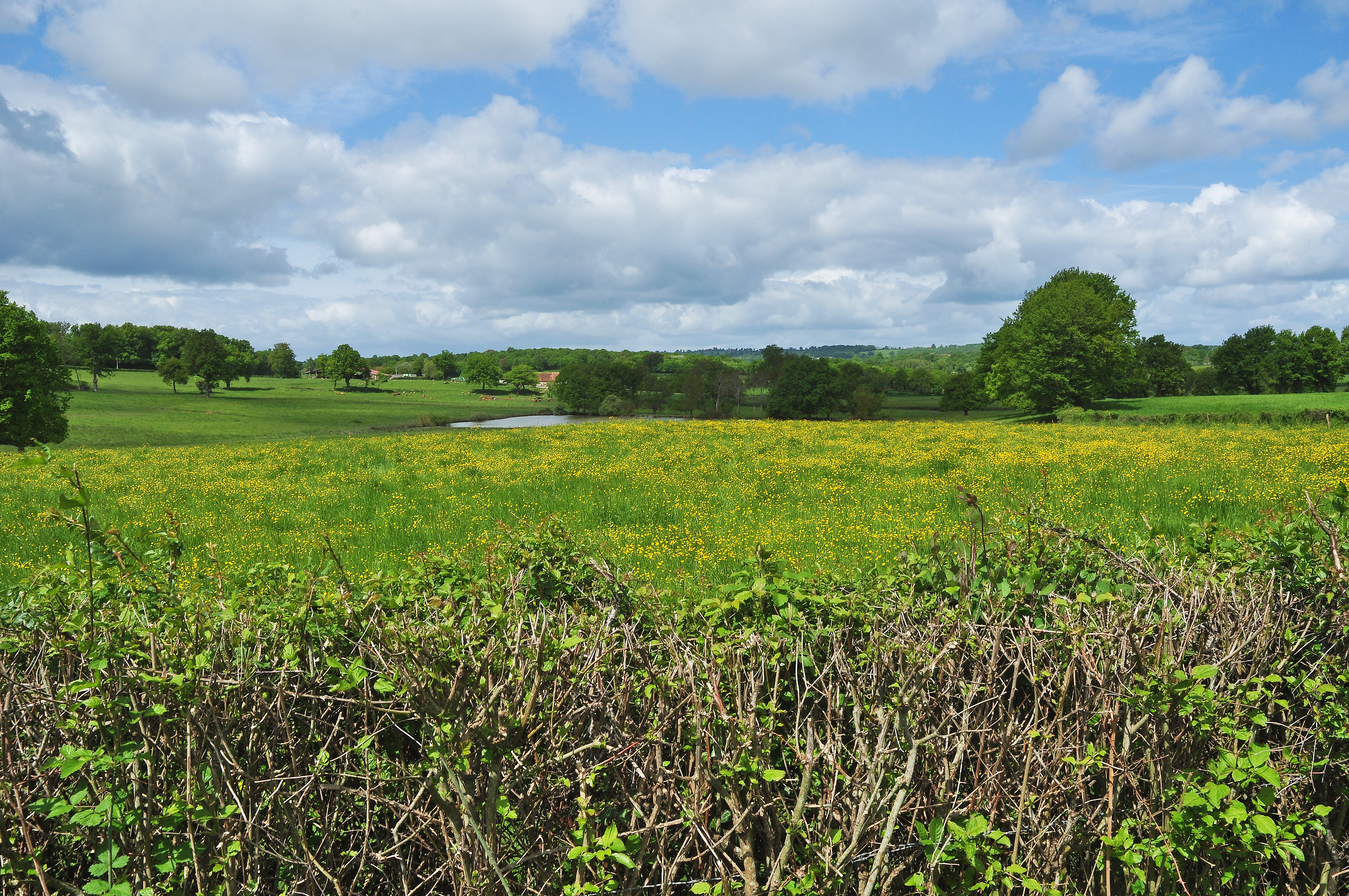
Le bocage, près de Couzon, dans le nord.
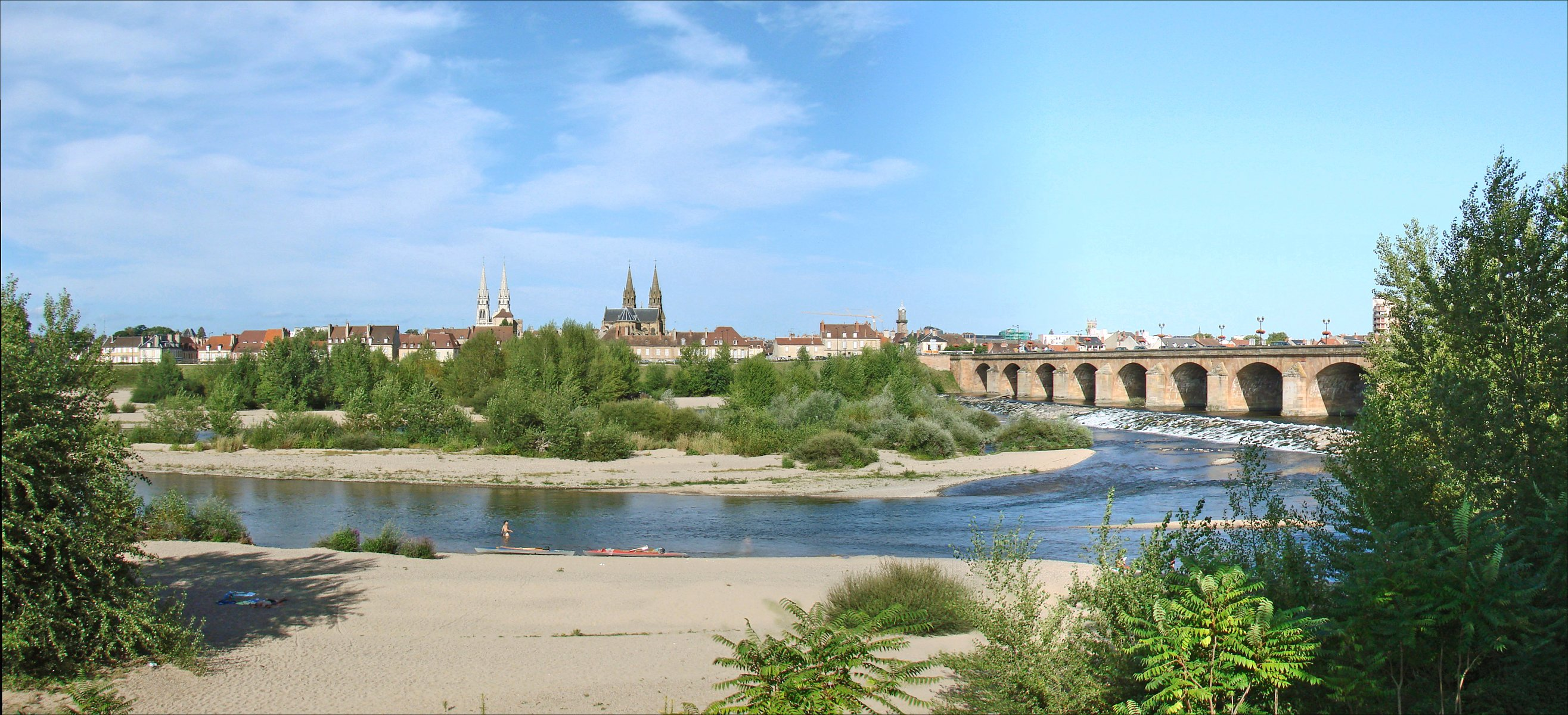
L'Allier à Moulins, dans le nord.

## Relief
- Le Bocage bourbonnais :

Au nord, et ne dépassant guère les 500 mètres d'altitude, le Bocage bourbonnais occupe un bon tiers du département, avec deux déclinaisons, centre et ouest (pour la partie comprise entre le Val de Cher et les limites occidentales du territoire). Le Bocage est notamment remarquable pour sa richesse en forêts et bois, abritant la célèbre forêt de Tronçais, mais aussi Moladier, Bagnolet, Civrais, Soulongis, Grosbois, Dreuille, Lespinasse ou La Suave.

Sur presque tout le sud du Bocage s’étend la Combraille, parfois baptisée Haut Bourbonnais, sur une zone qui va au-delà des limites de la Creuse et du Puy-de-Dôme. Cette zone du département culmine à 778 mètres à la Bosse, et les rivières (Sioule, Bouble et Cher) y ont creusé les gorges les plus pittoresques de l’Allier.
- La Sologne bourbonnaise :

À l'est, reliant le Val d’Allier et les frontières avec la Nièvre et la Saône-et-Loire, la Sologne bourbonnaise présente un bel équilibre entre prairies, cultures, bois et étangs, ce compromis entre agriculture et espaces semi-sauvages constituant un écrin très favorable à la chasse.
- La Montagne bourbonnaise :

Dans son prolongement au sud, la Montagne bourbonnaise prend naissance dès le puy Saint-Ambroise (442 mètres), près de Saint-Léon, pour ensuite s’affirmer sur tout le massif de l’Assise et des Bois Noirs, à la limite du Puy-de-Dôme et de la Loire, jalonnée par le puy de Montoncel (1 287 mètres), point culminant de l’Allier.
- La Limagne bourbonnaise :

Communément rassemblées sous la dénomination de Val d’Allier, la Limagne et la Forterre s’étendent de part et d’autre de la rivière, entre Vichy et Saint-Pourçain, avec une qualité essentielle, la fertilité. La première citée, entre Sioule et Allier, investit un triangle Gannat/Escurolles/Saint-Pourçain, tandis que la Forterre couvre le canton de Varennes-sur-Allier, avec une pointe jusqu’à Jaligny.

## Hydrographie
Le département est dans le bassin versant de la Loire, fleuve marquant la limite nord-ouest du département. Deux de ses affluents arrosent le Bourbonnais : l'Allier, et le Cher qui traversent le département du sud au nord. Les nappes nappes phréatiques de ces trois cours d'eau assurent l'essentiel de l'alimentation en eau potable des communes de l'Allier.
Ces trois grands cours d'eau ont dans le département une pente moyenne de 0,59 m à 0,80 m par km.
- À l'est, au niveau de Diou, la Loire reçoit la Besbre qui descend du puy de Montoncel.

- Au centre, l'Allier entre dans le département au sud de Saint-Yorre et arrose Vichy et Moulins. Au niveau de Contigny, l'Allier reçoit la Sioule.

- Enfin, à l'ouest, le Cher, moins important que l'Allier, a un lit très encaissé jusqu'à Montluçon.

## Climat
Dans son ensemble, le département de l'Allier est sous un climat d'influence atlantique, doux, humide et dominé par les vents d'ouest.

## Population
L'Allier comptait en 2019, 330 000 habitants contre 358 000 en 1990. 